# Сюровай (річка)
Сюрова́й (рос. Сюровай) — річка в Удмуртії, Росія, ліва притока річки Чур. Протікає територією Якшур-Бодьїнського району.
Річка починається за 1,5 км на північний схід від колишнього присілку Прич. Протікає спочатку на південний схід, потім, в межах присілку Сюровай, плавно повертає на південний захід. Впадає до Чура вище присілку Вож'як. Береги заліснені, у нижній течії заболочені. На притоках створено ставки. Приймає декілька приток. На одній з правій в 1913 році була збудована гребля, перед якою утворився ставок площею 5,5 га та глибиною 1,2 м.
Над річкою розташовані такі населені пункти — присілки Богородське та Сюровай.